# 시기스문드 폐위전쟁
시기스문드 폐위전쟁(스웨덴어: Avsättningskriget mot Sigismund)은 쇠데르만란드 공작 칼 바사가 스웨덴과 폴란드의 왕 시기스문드 바사를 스웨덴 왕위에서 몰아내고자 일으킨 전쟁이다. 칼 공작이 승리하여 시기스문드는 폐위되었다. 이에 따라 폴란드-스웨덴 동군연합은 해소되었다. 칼 공작은 1604년 칼 9세로 즉위했다.

## 같이 보기
- 몽둥이 전쟁
- 폴란드-스웨덴 동군연합